# Austrochaperina
Austrochaperina is een geslacht van kikkers uit de familie smalbekkikkers (Microhylidae). De groep werd voor het eerst wetenschappelijk beschreven door Dene Barrett Fry in 1912.
Er zijn 24 soorten, inclusief twee soorten die pas in 2014 voor het eerst wetenschappelijk werden beschreven. Alle soorten komen voor in Australië, Nieuw-Guinea en het eiland Nieuw-Brittannië.

## Taxonomie
Geslacht Austrochaperina
- Soort Austrochaperina adamantina
- Soort Austrochaperina adelphe
- Soort Austrochaperina alexanderi
- Soort Austrochaperina aquilonia
- Soort Austrochaperina archboldi
- Soort Austrochaperina basipalmata
- Soort Austrochaperina blumi
- Soort Austrochaperina brevipes
- Soort Austrochaperina fryi
- Soort Austrochaperina gracilipes
- Soort Austrochaperina hooglandi
- Soort Austrochaperina kosarek
- Soort Austrochaperina laurae
- Soort Austrochaperina macrorhyncha
- Soort Austrochaperina mehelyi
- Soort Austrochaperina minutissima
- Soort Austrochaperina novaebritanniae
- Soort Austrochaperina palmipes
- Soort Austrochaperina parkeri
- Soort Austrochaperina pluvialis
- Soort Austrochaperina polysticta
- Soort Austrochaperina robusta
- Soort Austrochaperina septentrionalis
- Soort Austrochaperina yelaensis

Aphantophryne · 
Asterophrys · 
Austrochaperina · 
Barygenys · 
Callulops · 
Choerophryne · 
Cophixalus · 
Copiula · 
Gastrophrynoides · 
Genyophryne · 
Hylophorbus · 
Liophryne · 
Mantophryne · 
Metamagnusia · 
Oninia · 
Oreophryne · 
Oxydactyla · 
Paedophryne · 
Pseudocallulops · 
Sphenophryne · 
Xenorhina